# Claude-Augustin Cayot
Claude-Augustin Cyot, également connu sous le nom Augustin Caillot, est un sculpteur français, né à Paris en 1667 et mort à Paris le 6 avril 1722.

## Biographie
Il étudie la peinture avec Jean Jouvenet et la sculpture avec Étienne Le Hongre. Il a obtenu par deux fois le Grand Prix en sculpture, en 1695 avec le bas-relief Bergers montrant à Jacob Rachel, fille de Laban, et, en 1696 avec Joseph explique les songes de pharaon sous le nom de Caillot. Au cours de l'assemblée de l'Académie royale du 22 mars 1698, Coustou t Caillot sont jugés capables d'aller à l'Académie de France à Rome. Il est envoyé comme pensionnaire à l'Académie de France à Rome.
À son retour, il aide pendant 14 ans Corneille Van Clève. Il demande à être reçu par l'Académie royale le 26 janvier 1709. Il est reçu le 31 décembre 1711 à l'Académie royale de peinture et de sculpture, avec la sculpture La Mort de Didon encore très marquée par l'esthétique classique. Le 26 octobre 1720, il a été nommé adjoint à professeur de l'Académie royale.
Il est mort à Paris le 6 avril 1722 à 55 ans

## Œuvres
- Nymphe de Diane, Tuileries
- Les deux anges du maître-autel de Notre-Dame de Paris
- La Mort de Didon, 1711, marbre, Musée du Louvre
- Cupidon et Psyché, 1706, marbre, Wallace Collection